# Strupin Mały
Strupin Mały – wieś w Polsce położona w województwie lubelskim, w powiecie chełmskim, w gminie Chełm.
W latach 1975–1998 miejscowość administracyjnie należała do województwa chełmskiego. 
Wieś jest sołectwem w gminie Chełm. Według Narodowego Spisu Powszechnego (III 2011 r.) liczyła 244 mieszkańców i była 22. co do wielkości miejscowością gminy.
Wierni Kościoła rzymskokatolickiego należą do parafii Miłosierdzia Bożego w Chełmie.

## Historia
Miejscowość powstała w 1921 roku w wyniku podziału historycznej wsi Strupin notowanej od 1505 roku. W wyniku podziału i parcelacji powstały Strupin-Łanowe Sołtysy (obecnie Strupin Łanowy), Strupin Mały i Strupin Duży.
W 1921 roku Strupin Mały liczył 225 mieszkańców, w tym 219 Polaków i 6 Ukraińców. 185 mieszkańców wsi wyznawało rzymski katolicyzm, a 40 było innego wyznania.

## Ciekawostki
Wspólnota wsi Strupin Mały posiada zarybiony staw położony na południe od wsi z wolnym wstępem dla wędkarzy 51°06′01″N 23°30′28″E/51,100278 23,507778